# Coprinopsis herinkii
Coprinopsis herinkii är en svampart som först beskrevs av Pilát & Svrcek, och fick sitt nu gällande namn av Redhead, Vilgalys & Moncalvo 2001. Coprinopsis herinkii ingår i släktet Coprinopsis och familjen Psathyrellaceae.   Inga underarter finns listade i Catalogue of Life.